# Völkershausen
Völkershausen este o comună din landul Turingia, Germania.